# 2008年MTV歐洲音樂大獎
2008年MTV歐洲音樂大獎在2008年11月6日於英國利物浦回聲體育館（Echo Arena）舉行。入圍名單在2008年9月29日公布。典禮主持人為凱蒂·佩芮，30秒上火星負責專訪場地，稱為「Weird Things That Humans Do」，Perez Hilton則主持官方線上報導和當晚紅地毯的新聞。 本年度是歐洲出身的得獎者有東京飯店酷兒（德國）、Emre Aydın（土耳其）、理察·艾斯利與保羅·麥卡尼（英國）以及所有的地區得獎人。不過，當晚的最大贏家是小甜甜布蘭妮與30秒上火星，分別拿下兩項大獎。

## 表演者
- 凱蒂·佩芮－《親了一個拉拉》（I Kissed a Girl）－開場
- 碧昂絲－《如果我是男生》（If I Were a Boy）
- 接招－《完美的一天》（Greatest Day）
- 殺手樂團－《凡人》（Human）
- 肯伊·威斯特－《鎖上愛情》（Love Lockdown）
- 艾絲黛兒與肯伊·威斯特－《American Boy》
- 聽聽樂團 －《That's Not My Name》
- 搖滾小子（Kid Rock）－《So Hott》/《All Summer Long》
- 黛菲－《求饒》（Mercy）
- 紅粉佳人－《So What》
- 凱蒂·佩芮－《忽冷忽熱》（Hot N Cold）－壓軸

### 地區藝人表演
- 亞得里亞海藝人：Elvir Laković（英语：Elvir Laković）
- 葡萄牙藝人：Buraka Som Sistema（英语：Buraka Som Sistema）－《Sound of Kuduro》 / 《Luanda/Lisboa》
- 波羅的海藝人：Happyendless（英语：Happyendless）－《Power Forever》
- 挪威藝人：Erik og Kriss（英语：Erik og Kriss）
- 阿拉伯藝人：Karl Wolf（英语：Karl Wolf）－《Butterflies》
- 土耳其藝人：Emre Aydın（英语：Emre Aydın）－《Afili Yalnızlık》
- 以色列藝人：Shiri Maimon（英语：Shiri Maimon）－《Now That You're Gone》
- 英國藝人：里歐娜 －《Bleeding Love》
- 義大利藝人：芬黎樂團（Finley）－《Niente Da Perdere》
- 俄羅斯藝人：季馬·比蘭－《Believe》
- 德國藝人：Fettes Brot（英语：Fettes Brot）－《Bettina (Zieh Dir Bitte Etwas an)》

## 頒獎人
- 30秒上火星
- 安娜賈西亞
- 波諾
- 蒂姆·卡希爾
- 克雷格·大衛
- Dirk
- 艾絲黛兒
- 提傑安若·費洛
- Perez Hilton
- Grace Jones
- Kerry Katona（英语：Kerry Katona）
- 索蘭吉（Solange Knowles）
- 里歐娜
- 崔維·麥考伊
- 麥可·歐文
- 凱莉·蘿蘭
- 甜心寶貝（Sugababes）
- Lauri Ylönen（英语：Lauri Ylönen）

## 獎項
得獎者以粗體表示：

### 2008年度最佳藝人（Best Act of 2008）
- 酷玩樂團
- 里歐娜
- 蕾哈娜
- 小甜甜布蘭妮
- 艾美·懷絲

### 年度最佳歌曲（Most Addictive Track）
- 酷玩樂團－《玩酷人生》（Viva La Vida）
- 黛菲－《求饒》（Mercy）
- 搖滾小子（Kid Rock）－《All Summer Long》
- 紅粉佳人－《So What》
- 凱蒂·佩芮－《親了一個拉拉》（I Kissed a Girl）

### 最佳音樂錄影帶明星（Video Star）
- 30秒上火星－《A Beautiful Lie》
- 瑪丹娜 feat. 賈斯汀 & 提姆巴蘭－《4 Minutes》
- Santogold（英语：Santigold）－《L.E.S. Artistes》
- 史努比狗狗－《Sensual Seduction》
- 威瑟樂團－《Pork and Beans》

### 年度最佳專輯（Album of the Year）
- 酷玩樂團－《玩酷人生》
- 黛菲－《菲比尋常》（Rockferry）
- 艾莉西亞·凱斯－《深琴流露》（As I Am）
- 里歐娜－《心靈深處》《Spirit》
- 小甜甜布蘭妮－《暈炫風暴》（Blackout）

### 最佳新人（Best New Act）
- 麥莉·希拉
- 黛菲
- 強納斯兄弟
- 凱蒂·佩芮
- 共和世代

### 最佳搖滾藝人（Rock Out）
- 30秒上火星
- 聯合公園
- 金屬製品
- 帕拉摩爾
- 滑結樂團

### 最佳都會音樂藝人（Ultimate Urban）
- 碧昂絲
- 克里斯小子
- 艾莉西亞·凱斯
- 小韋恩
- 肯伊·威斯特

### 最受矚目藝人（Best Headliner）
- 怪人樂團
- 幽浮一族
- 聯合公園
- 金屬製品
- 東京飯店酷兒

### 歐洲最受歡迎藝人（Europe's Favourite Act）
- Emre Aydın（英语：Emre Aydın）
- 芬黎樂團（Finley）
- 季馬·比蘭
- 里歐娜
- Shiri Maimon（英语：Shiri Maimon）

### 史上最佳藝人（Best Act Ever）
- 克莉絲汀·阿奎萊拉
- 理察·艾斯利
- 年輕歲月
- 小甜甜布蘭妮
- 東京飯店酷兒
- U2樂團

## 最佳英國及愛爾蘭藝人
- 愛黛兒
- 黛菲
- 里歐娜
- 聽聽樂團
- 袋熊樂團（The Wombats）

## 最佳德國藝人
- 醫生樂隊
- Fettes Brot（英语：Fettes Brot）
- MIA.（英语：MIA.）
- Sido（英语：Sido (rapper)）
- Söhne Mannheims（英语：Söhne Mannheims）

## 最佳丹麥藝人
- 節奏排排站
- 無間拍檔（Infernal）
- L.O.C.（英语：Liam O'Connor）
- Suspekt（英语：Suspekt）
- Volbeat（英语：Volbeat）

## 最佳芬蘭藝人
- 安娜·阿布雷乌
- 死神之子
- Disco Ensemble（英语：Disco Ensemble）
- 惡魔陛下樂團
- 日暮頌歌

## 最佳挪威藝人
- Erik og Kriss（英语：Erik og Kriss）
- Ida Maria（英语：Ida Maria）
- Kakkmaddafakka（英语：Kakkmaddafakka）
- Karpe Diem
- Madcon（英语：Madcon）

## 最佳瑞典藝人
- 克里（Kleerup）
- Lazee
- Veronica Maggio（英语：Veronica Maggio）
- Neverstore
- Adam Tensta（英语：Adam Tensta）

## 最佳義大利藝人
- Baustelle（英语：Baustelle）
- Fabri Fibra（英语：Fabri Fibra）
- 芬黎樂團（Finley）
- Marracash（英语：Marracash）
- 蘇諾拉二重唱（Sonohra）

## 最佳荷蘭及比利時藝人
- Alain Clark（英语：Alain Clark）
- De Jeugd van Tegenwoordig（英语：De Jeugd van Tegenwoordig）
- Kraak & Smaak（英语：Kraak & Smaak）
- Pete Philly & Perquisite（英语：Pete Philly & Perquisite）
- Room Eleven（英语：Room Eleven）

## 最佳法國藝人
- BB Brunes
- 妃絲特
- 大衛·庫塔
- Sefyu（英语：Sefyu）
- Zaho

## 最佳波蘭藝人
- Afromental（英语：Afromental）
- Kasia Cerekwicka（英语：Kasia Cerekwicka）
- Ania Dabrowska（英语：Ania Dabrowska）
- Feel（英语：Feel (band)）
- Hey（英语：Hey (band)）

## 最佳西班牙藝人
- Amaral（英语：Amaral (music group)）
- 培雷沙樂團（Pereza）
- Porta（英语：Porta）
- Pignoise（英语：Pignoise）
- La Casa Azul（英语：La Casa Azul）

## 最佳俄羅斯藝人
- Band'Eros
- 季馬·比蘭
- 賽奇·拉查列夫
- Timati（英语：Timati）
- Nastya Zadorozhnaya

## 最佳羅馬尼亞及摩爾多瓦藝人
- Andra
- Crazy Loop（英语：Crazy Loop）
- Morandi（英语：Morandi (band)）
- Smiley
- Tom Boxer 與 Anca Parghel（英语：Anca Parghel） & Fly Project

## 最佳葡萄牙藝人
- Buraka Som Sistema（英语：Buraka Som Sistema）
- Rita Redshoes（英语：Rita redshoes）
- Sam The Kid（英语：Sam The Kid）
- Slimmy（英语：Slimmy）
- The Vicious Five

## 最佳亞得里亞海藝人
- The Beat Fleet（英语：The Beat Fleet）
- Jinx
- Elvir Laković Laka（英语：Elvir Laković Laka）
- Leeloojamais
- Marčelo（英语：Marčelo）

## 最佳波羅的海藝人
- Detlef Zoo
- Happyendless（英语：Happyendless）
- Jurga Šeduikytė（英语：Jurga Šeduikytė）
- Kerli（英语：Kerli）
- Rulers of the Deep

## 最佳阿拉伯藝人
- Abri（英语：Abri）
- Fayez
- Mohammed Hamaki（英语：Mohamed Hamaki）
- Carole Samaha（英语：Carole Samaha）
- Karl Wolf（英语：Karl Wolf）

## 最佳匈牙利藝人
- Beat Dis（英语：Beat Dis）
- Gonzo
- Irie Maffia（英语：Irie Maffia）
- The Unbending Trees（英语：The Unbending Trees）
- Žagar（英语：Žagar）

## 最佳土耳其藝人
- Emre Aydın（英语：Emre Aydın）
- Hayko Cepkin
- 荷黛絲（Hadise）
- Hande Yener

## 最佳烏克蘭藝人
- Boombox
- Druha Rika
- Esthetic Education（英语：Esthetic Education）
- Quest Pistols
- S.K.A.I.

## 最佳希臘藝人
- Cyanna（英语：Cyanna）
- Matisse（英语：Matisse (band)）
- Mihalis Hatzigiannis（英语：Mihalis Hatzigiannis）
- Stavento
- Stereo Mike（英语：Stereo Mike）

## 最佳以色列藝人
- Asaf Avidan（英语：Asaf Avidan）
- Cohen @ Mushon
- Izabo（英语：Izabo）
- Kutiman（英语：Kutiman）
- Shiri Maimon（英语：Shiri Maimon）

## 藝人最喜愛歌手（Artists' Choice）
- 小韋恩

## 終身成就獎（Ultimate Legend Award）
保羅·麥卡尼爵士獲頒「終身成就獎」，以紀念他的成就，及對音樂的貢獻。

## 外部連結
- MTV歐洲音樂大獎官方網站（页面存档备份，存于）